# سوخور حاجيمراد (مقاطعة غيلانغرب)
سوخور حاجيمراد (بالفارسية: سوخور حاجی‌مراد) هي قرية تقع في قسم حيدريه الريفي في إيران. يقدر عدد سكانها بـ 108 نسمة .